# Naesan-myeon
Naesan-myeon (koreanska: 내산면) är en socken i kommunen Buyeo-gun i provinsen Södra Chungcheong i Sydkorea, 140 km söder om huvudstaden Seoul.